# 7,65×20mm Longue

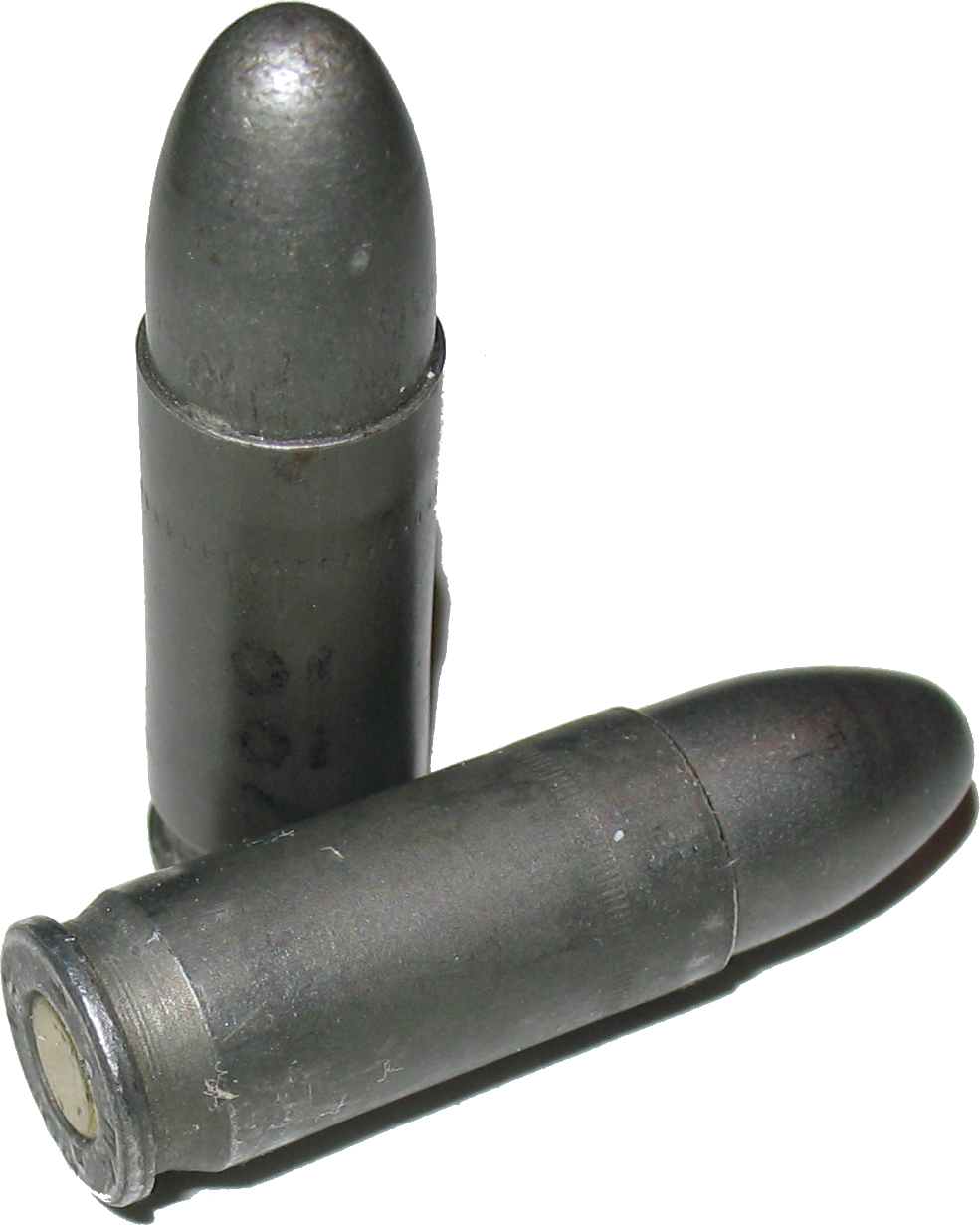
O cartucho 7.65mm Longue.

O 7.65×20mm Longue (também chamado de 7.65mm French Longue, 7.65 mm Long, 7.65mm MAS, 7.65×20mm, 7.65L' e .30-18 Auto para uso no Dispositivo Pedersen),
foi um catucho de corpo reto e sem borda usado na pistola francesa Modèle 1935 pistol e também na submetralhadora MAS-38.

## Histórico
Esse cartucho, foi desenvolvido para os Estados Unidos, e foi produzido secretamente em quantidade, mas muito tarde para ser usado durante a Primeira Guerra Mundial. Com isso os Estados Unidos descartaram as armas para esse calibre fabricadas entre as duas guerras.

## Dados balísticos
- Diâmetro máximo do projétil: 7,82 mm.
- Comprimento do estojo: 20 mm.
- Comprimento do cartucho: 30,20 mm.
- Velocidade: 340 m/s.
- Energia: 300 joules.